# Surinam na Mistrzostwach Świata w Lekkoatletyce 2011
Surinam na Mistrzostwach Świata w Lekkoatletyce 2011 – reprezentacja Surinamu podczas czempionatu w Daegu liczyła 2 zawodników.

## Występy reprezentantów Surinamu

### Mężczyźni

#### Konkurencje biegowe
| Konkurencja   | Zawodnik      | Runda 1  | Runda 1 | Runda 2  | Runda 2 | Półfinał | Półfinał | Finał    | Finał   |
| Konkurencja   | Zawodnik      | Rezultat | Pozycja | Rezultat | Pozycja | Rezultat | Pozycja  | Rezultat | Pozycja |
| ------------- | ------------- | -------- | ------- | -------- | ------- | -------- | -------- | -------- | ------- |
| Bieg na 100 m | Jurgen Themen | 10.84    | 9 Q     | 10.94    | 49      |          |          |          |         |

### Kobiety

#### Konkurencje biegowe
| Konkurencja   | Zawodnik             | Runda 1  | Runda 1 | Runda 2  | Runda 2 | Półfinał | Półfinał | Finał    | Finał   |
| Konkurencja   | Zawodnik             | Rezultat | Pozycja | Rezultat | Pozycja | Rezultat | Pozycja  | Rezultat | Pozycja |
| ------------- | -------------------- | -------- | ------- | -------- | ------- | -------- | -------- | -------- | ------- |
| Bieg na 200 m | Ramona van der Vloot | DNS      | -       |          |         |          |          |          |         |